# AIK Amerikansk fotboll
AIK Amerikansk fotboll är den amerikanska fotbollssektionen inom idrottsklubben AIK i Solna, Stockholm. Idrottsklubben grundades på Norrmalm i centrala Stockholm år 1891 men den amerikanska fotbollssektionen kom till år 2020. AIK spelar sedan säsongen 2024 i Superserien.
Hemmamatcherna spelas på Bergshamra IP med en publikkapacitet på ca 2000 besökande.

## Historia

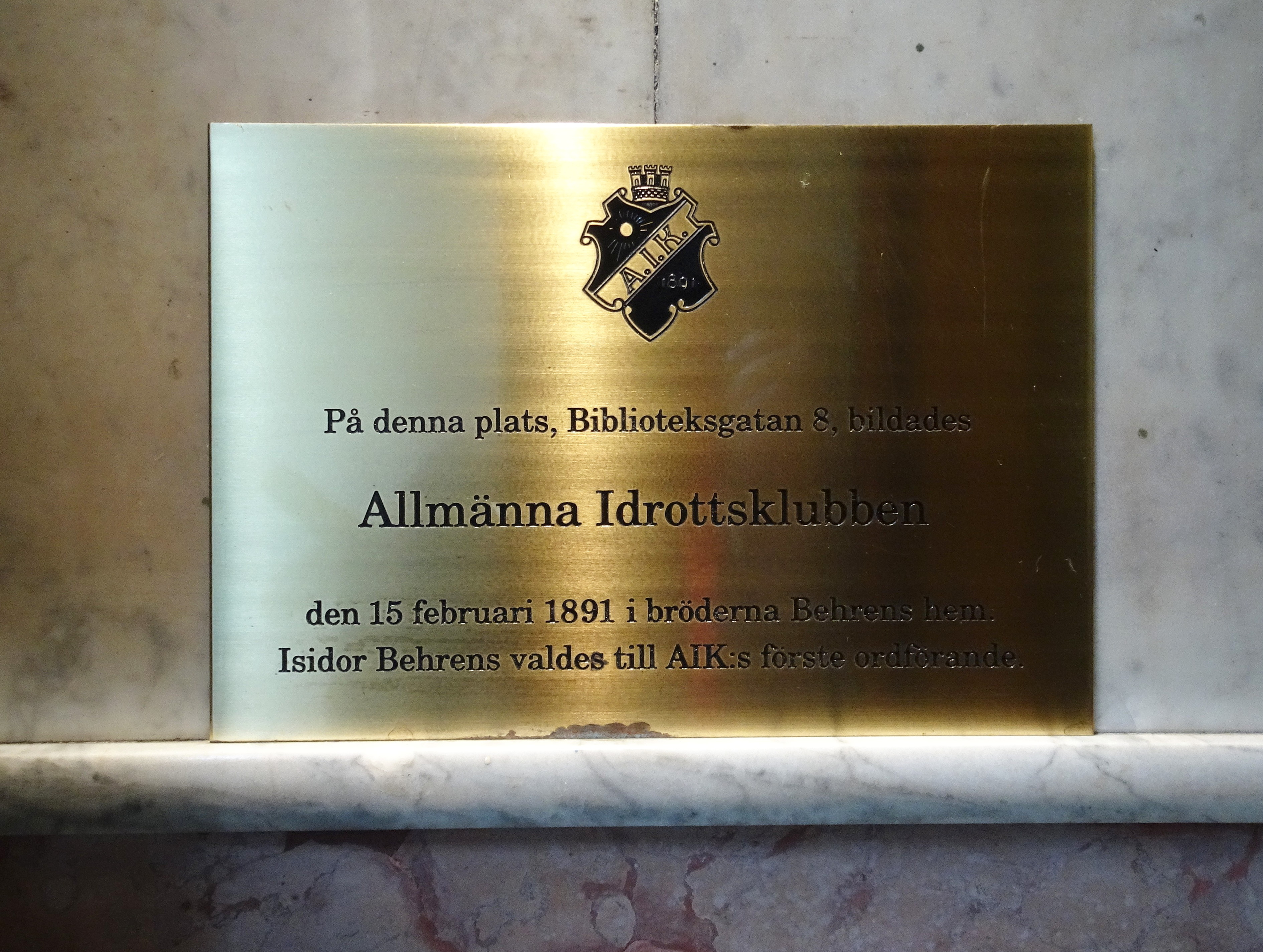
Skylt i trapphallen inne i Biblioteksgatan 8.

### AIK etableras: 1891
Allmänna Idrottsklubben bildades den 15 februari 1891 på Biblioteksgatan 8 i Stockholm (se fastigheten Rännilen 11), hemma hos familjen Behrens. Där var, förutom initiativtagaren Isidor Behrens och hans bror Emanuel Behrens, Henrik Staberg, W. Pettersson, K. Björck, Robin Holm och F. Karlsson. Namnet, Allmänna Idrottsklubben, valdes för att man hade kommit överens om att alla upptänkliga idrotter skulle utövas. En vecka efter det här mötet valdes den första styrelsen med Behrens som ordförande. Under det första året hade AIK 43 aktiva medlemmar och gick med en ekonomisk vinst med 3 kronor och 68 öre.
Redan första året ägnade man sig åt så vitt skilda idrotter som friidrott, gymnastik, skridsko, skidor, backhoppning och sparkstöttningsåkning. Redan sommaren 1891 tillkom brottning, tyngdlyftning, cykel, dragkamp, simning och skytte. Klubbens första märke skapades av styrelseledamoten Henrik Staberg lagom till idrottsfesten i maj 1891. Märket som ville återspegla klubbens breda verksamhet med symboler för olika idrotter fick dock kritik för att det mer liknade skylten till en sportaffär och ersattes 1898 av nuvarande märke.

### AIK Amerikansk fotboll etableras: 2020
Den amerikanska fotbollssektionen skulle dock komma att bildas hela 129 år efter att Behrens stiftade klubben. Innan AIK Amerikansk fotboll röstades in i AIK hette föreningen STU Northside Bulls AFC som inför säsongen 2006 bildades av Solna Chiefs och Täby Flyers, därav namnet STU som står för Solna Täby United.
Superserien nåddes 2007 och Seniorlaget gick till slutspel för första gången 2010. STU Northside Bulls har vunnit SM-Guld för U19 2006, 2007 och 2008. U19 gick till SM-final 2011 och även 2012.
STU hade en av Sveriges största ungdomsverksamheter med sammantaget ca 200 ungdomar mellan U11 till U19 i spel och träning. Ungdomsfotbollen spelades i Täby Flyers och i Solna Chiefs upp till 19 års ålder. När spelarna fyllde 19 flyttas de upp till STU Northside Bulls seniorlag.
North Side Bulls hade en omröstning bland sina medlemmar och det visade sig att det bara var en man som inte var intresserad av att gå in i AIK, anledningen till det ska ha varit att han ogillade förändringar. De skickade sedan in en motion och bara några dagar efter fick AIK:s medlemmar fatta beslutet om det ska spelas amerikansk fotboll i föreningen. På AIK:s årsmöte den 11 mars 2020 röstades Bulls in som ny sport i AIK med en stor majoritet, och ett nytt kapitel var skrivet.
AIK spelade sin historiska första match lördagen den 22 augusti 2020 mot Tyresö Royal Crowns hemma på Bergshamra IP i Division 1 Norra. AIK inledde matchen på bästa möjligavis, med en 60 yards touchdown av Anton Jallai på klubbens första offensiva spel någonsin gav laget en tidig 6 poängs ledning. Under halvtid stod det förkrossande siffrorna 38–0 till AIK som hade mer eller mindre promenerat hem den första halvan av matchen. I den andra halvan hade inte Tyresö mycket att komma med, vilket innebar att den historiska premiären vanns av AIK med 38–0.
AIK fortsatte att dominera i sina debutsäsong. I den andra matchen i klubbens historia slog man till med den hittills största vinsten någonsin. Man lyckades slå Upplands-Bro Broncos hemma med hela 64–0, noterbart är att det i halvtid stod 57–0 till AIK. Säsongen första förlust kom den 6 september 2020 när hemmalaget Arlanda Jets vann med siffrorna 32–7. AIK fick dock chans till snabb revansch när man veckan efteråt tog emot samma motstånd fast på Bergshamra IP. AIK vann då med 21–14 efter att man hållit emot Arlandas press spel i den andra halvtiden.
Efter vinst mot Upplands-Bro Broncos ännu en gång med siffrorna 56–0 plus att Arlanda slog Tyresö blev AIK därmed den 20 september 2020 klara för kvalspel till Superserien för första gången i klubbens historia. AIK avslutade seriespelet med att ännu en gång köra över Tyresö med siffrorna 48–0. AIK avslutade i och med det seriespelet med fem vinster och en förlust.
AIK fick ställas mot Kristianstad Predators i kvalspelet till Superserien. Kristianstad, som hade vunnit Division 1 Södra och gått obesegrade genom seriespelet blev ett nummer för stora och besegrade AIK i en jämn match som efter förlängning slutade 34–28 till Skånelaget. Den historiska säsongen var i följd av detta slut för AIK:s del som endast hade förlorat två matcher.

## Hemmaarena

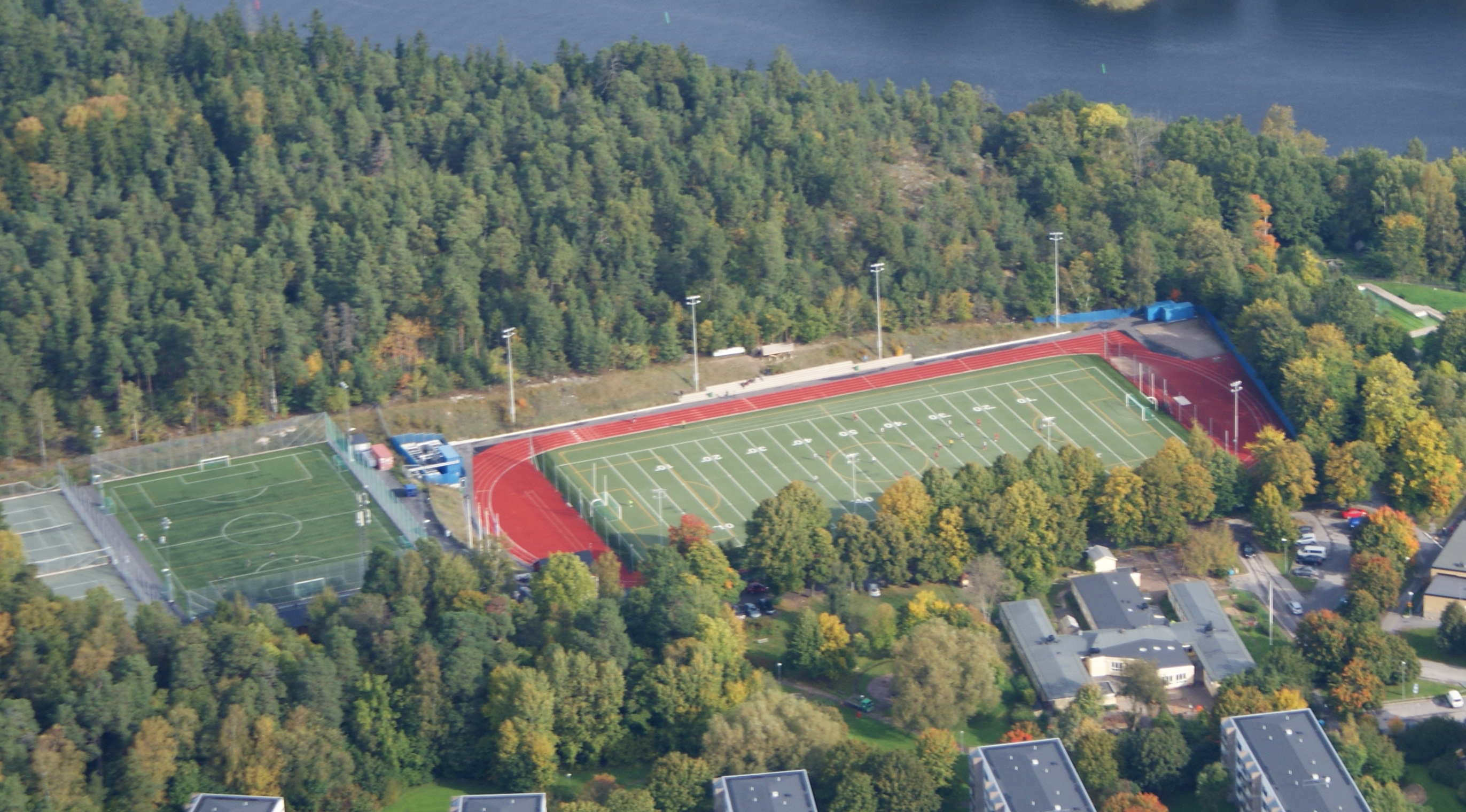
AIK:s hemmaplan, Bergshamra IP.

AIK spelar sina hemmamatcher på Bergshamra IP i Solna kommun som invigdes 1969 och är ombyggt 2009 samt 2020. Publikkapaciteten är cirka 2 000.

## Serieplaceringar
| Säsong | Nivå   | Division   | Sektion | Placering |  | Slutspel                           |
| ------ | ------ | ---------- | ------- | --------- |  | ---------------------------------- |
| 2020   | Nivå 2 | Division 1 | Norra   | 2         |  | Utslagna av Kristianstad Predators |
| 2021   | Nivå 2 | Division 1 | Norra   | 2         |  | Utslagna av Limhamn Griffins       |